# 尖顎扁蟲科
尖顎扁蟲科（Prostomidae）是鞘翅目昆蟲中的一小科。本科由2個屬27種組成。常生活於黏土物質所組成的環境或者朽木之中。

## 形態描述
本科成員為小型甲蟲，成蟲體長通常小於1.2cm。通常具有相當明顯的鉗狀大顎並向前延伸，前胸背板前窄後寬。頭部腹面在大顎下方有一對明顯的尖銳突起，稱為咽喉側突（jugular horns），跗節式 4-4-4。

## 生物學
本科成員主要棲於森林，幼蟲期主要以腐植質為食，多半出現在腐朽度較高而潮濕的腐木內取食木質，成蟲會出現在幼蟲的棲息環境附近或較乾燥的朽木中。

## 分類學
本科曾因外觀類似扁蟲而被視為扁蟲科下的一族或一亞科，因此名中帶有扁蟲兩字。1921年，丹麥昆蟲學家伯溫（Adam Giede Böving）根據幼蟲形態，將該尖顎扁蟲移出扁蟲科，分類學上將其歸入擬步總科之下的一科。
到了1930年，Wilson因著對於成蟲相關的研究，決定採用伯溫在1921年的分類法。 本科物種與其他多食亞目的成員不同，牠們的跗節式呈現4-4-4的形式、大顎突出、向前突出的頰部突起，另外在牠們顎部後方長有咽喉側突（jugular-horned）。Young以及 Park & Ahn分別在2002年及2005年，為本科物種的特徵定義做簡單的總結。

## 古生物學
目前該科最古老的化石紀錄來自緬甸琥珀（9900萬年前，白堊紀晚期）。其他化石紀錄還包含三件波羅的海琥珀（始新世，盧台特期）。其中發現的本科物種為Vetuprostomis consimilis 。

## 分布
本科下轄的兩個屬別的棲息範圍略有重疊，其中尖顎扁蟲屬（Prostomis）分布較為廣泛，其物種棲息於非洲、亞洲東部、北美洲西部、澳洲、紐西蘭、塔斯馬尼亞島，以及位於大洋洲的小島上，臺灣中低到中海拔森林等。 Dryocora屬的物種僅棲息於澳洲、紐西蘭、塔斯馬尼亞島。 Böving在1921年時基於幼蟲的特徵，決定將尖顎扁蟲科從多食亞目中移除。